# Termoconformado

Animación del proceso de termoformación.

El termoconformado o termoformado es un proceso consiste en calentar una plancha o lámina de termoplástico semielaborado, de forma que al reblandecerse puede adaptarse a la forma de un molde por acción de presión vacío o mediante un contramolde.

## Descripción
El termoformado es un proceso que consiste en dar forma a una lámina plástica por medio de calor (120 °C a 180 °C) y vacío (600 a 760 mmHg) utilizando un molde o matriz (madera, resina epóxica o aluminio). Un exceso de temperatura puede "fundir" la lámina y la falta de calor o una mala calidad de vacío incurrirá en una pieza defectuosa y sin detalles definidos.
A diferencia de otros procesos como la inyección, el soplado y el rotomoldeado, el termoformado parte de una lámina rígida de espesor uniforme realizada por el proceso de extrusión, y permite realizar pequeñas producciones por su bajo costo en matricería llegando a ser rentable en altas producciones también.
Los materiales más utilizados son PAI, PP, PSI, PET, ABS, PEAD, PVC. También se puede termoformar PVC espumado, policarbonato, acrílico, etc. Los espesores más comunes van de 0,2 mm (envases descartables) a 6 mm o más (carcasas para maquinaria).
Una restricción característica de este proceso es que la pieza a termoformar debe ser fácilmente "desmoldable" esto significa que la matriz debe ser más ancha en la base y más angosta en la parte superior. Esto comúnmente se denomina ángulo de desmolde o de salida y generalmente es de 3 grados como mínimo.

### Etapas
Aunque el proceso tiene numerosas variantes que serán descritas posteriormente, cabe distinguir tres etapas fundamentales del proceso, que son:
- Calentamiento del semielaborado, ya sea por radiación, contacto o convección.
- Moldeo del semielaborado, que tras calentarse se estira adaptándose al molde por medio de diferentes procesos (presión, vacío, presión y vacío o un contramolde).
- Enfriamiento del producto, que comienza cuando el termoplástico entra en contacto con el molde y es enfriado por un ventilador o a temperatura ambiente y termina cuando la temperatura es la adecuada para desmoldar la pieza sin deformarla.

### Parámetros
Además en esta técnica de transformación de plástico deben tenerse siempre en cuenta una serie de parámetros, que son:
- Temperatura de conformado, que depende sobre todo del material a transformar, aunque también de la complejidad y el espesor de la pieza.
- Tiempo de calentamiento, que depende sobre todo del espesor del material, aunque también del coeficiente de transmisión del mismo. Este es de gran importancia, y ha de ser suficiente para que la lámina alcance uniformemente en superficie y espesor la temperatura de conformado.
- Tiempo de enfriamiento, que depende de los mismos factores que el tiempo de calentamiento, y ha de ser suficiente para que el elaborado final sea resistente y no se deforme al desmoldear.
- Presión o vacío, depende sobre todo del espesor de la lámina aunque también de la complejidad de la pieza. Debe controlarse, ya que si es insuficiente no se obtendrán todos los detalles y si es excesiva se pueden producir agujeros o marcas.

## Variantes del proceso

### Termoconformado al vacío
Es uno de los procesos más extendidos, debido a que es enormemente versátil y más económico que otros procesos por presión o mecánicos.  Consiste en sujetar el semielaborado en una estructura y calentarlo hasta llegar al estado gomoelástico para colocarlo sobre la cavidad del molde y que se adapte a su geometría. Se elimina el aire mediante vacío (10 KPa), que empuja la lámina contra las paredes y contornos del molde. Una vez que ha enfriado, se extrae la pieza.  El equipo y las matrices son relativamente económicos, y se limita a diseños sencillos superficiales.

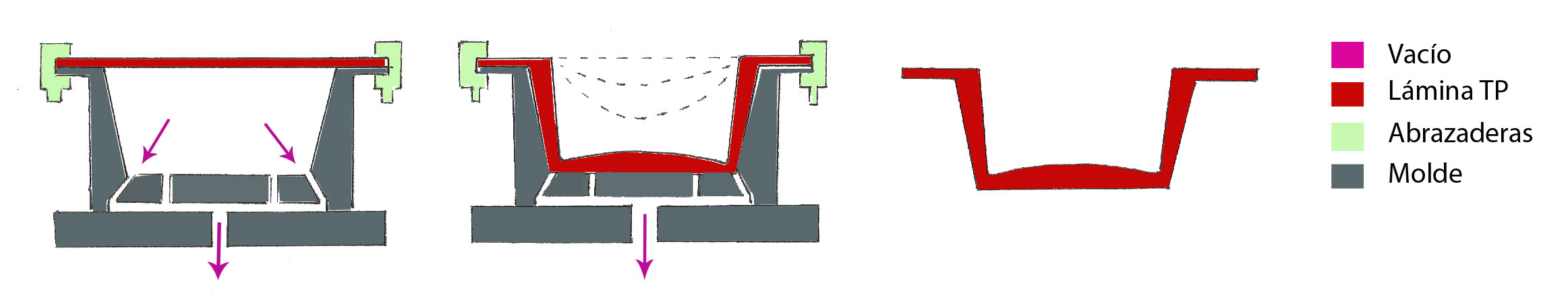
Fases del proceso de moldeo al vacío directo.(1).

### Conformado con macho
También denominado conformado mecánico. Es similar al proceso anterior con la diferencia de que una vez colocada la lámina en la estructura y calentada, se estira mecánicamente sobre un molde macho y se aplica el vacío mediante diferencia de presión, lo que empuja al plástico sobre las superficies del molde. Se pueden conformar objetos que tengan una relación profundidad-diámetro cercana a 4:1. Los moldes macho se pueden obtener fácilmente y por regla general su coste es menor que el de los moldes hembra, aunque también son más propensos al deterioro y requieren más espacio.

### Conformado por molde coincidente
Consiste en sujetar la lámina a una estructura y calentarla para conformarla entre troqueles macho y hembra. Permite fabricar piezas muy exactas con tolerancia mínimas, consiguiendo además gran precisión en las dimensiones y detalles (deben protegerse los troqueles ya que cualquier defecto se reproduciría en la pieza). El ciclo suele durar entre 10 y 20 segundos.

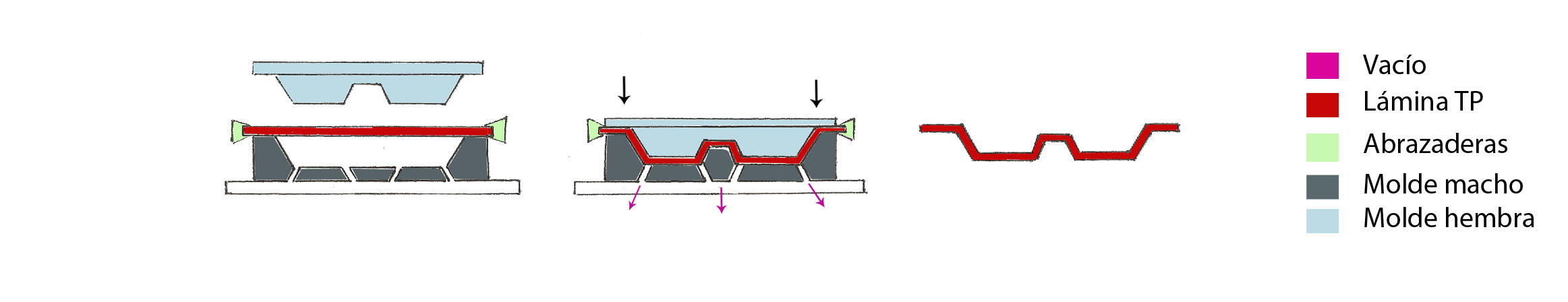
Fases del proceso de conformado por molde coincidente.(1).

### Conformado al vacío con núcleo de ayuda y burbuja de presión
Es el proceso más utilizado para termoconformar geometrías muy profundas, ya que la burbuja de presión y el núcleo de ayuda hace posible controlar el grosor del objeto formado, que puede ser uniforme o variable. El proceso consiste en fijar la lámina y calentarla de forma que a continuación se crea una burbuja mediante presión controlada del aire, que estira el material hasta una altura predeterminada y controlada normalmente por una célula fotoeléctrica. A continuación el núcleo de ayuda (que normalmente se calienta para evitar el enfriamiento prematuro) desciende y estira el material lo más cercana posible de su forma definitiva. La penetración de la clavija deberá avanzar hasta un 70 u 80% de la profundidad de la cavidad. Finalmente se aplica presión de aire desde el lado de la clavija al mismo tiempo que se forma vacío sobre la cavidad de forma que se completa la conformación de la lámina. 

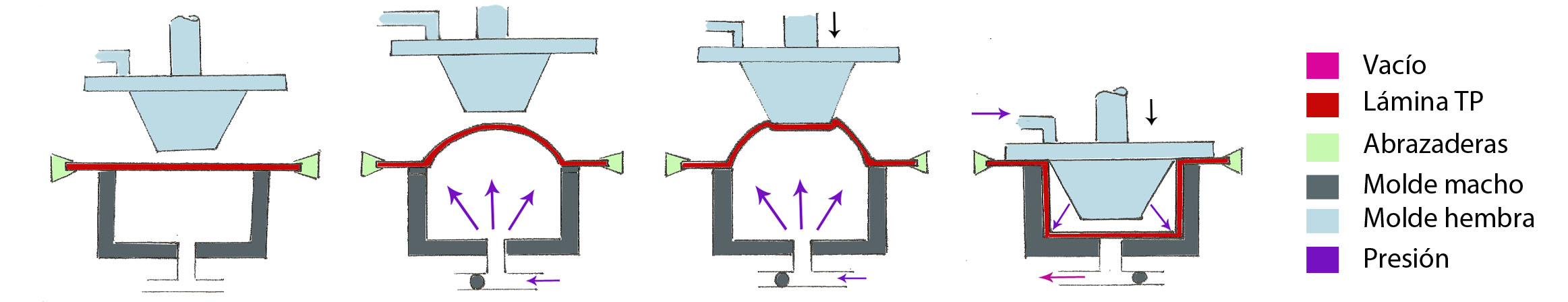
Fases del proceso de termoconformado con núcleo y burbuja de presión.(1).

### Conformado al vacío con núcleo de ayuda
Proceso utilizado para evitar el adelgazamiento de las aristas y esquinas en productos con forma de vaso o caja, ya que permite extender y estirar mecánicamente el material plástico hasta la cavidad del molde. La clavija suele precalentarse y normalmente es un 10-20% menor que la cavidad. Una vez que se ha introducido se extrae el aire del molde completando así la formación de la pieza mediante vacío.

### Conformado a presión con ayuda de núcleo
Es muy similar al proceso anterior con la diferencia de que se aplica presión de aire para que fuerce a la lámina de plástico a adaptarse a las paredes del molde.

### Conformado a presión en fase sólida
Este proceso es muy similar al conformado con ayuda de núcleo, sin embargo el material de partida es una pieza plana sólida que generalmente consiste en polvos sintéticos moldeados por compresión o extrusión, que se calientan por debajo de su punto de fusión y se comprimen hasta alcanzar la forma de una lámina de espesor deseado. El material caliente se estira mediante una clavija y la presión de aire fuerza el material contra las paredes del molde. El proceso permite orientar las moléculas de material mejorando la firmeza, tenaceada y la resistencia al agrietamiento.

### Conformado en relieve profundo al vacío
Consiste en colocar una lámina de plástico caliente sobre una caja y hacer vacío, lo que crea una burbuja hacia el interior de la caja. Posteriormente se baja el molde macho y se libera el vacío de la caja y se hace sobre el molde macho de forma que el plástico se adapta a las paredes del molde. Es posible obtener piezas complejas con entrantes y salientes.

### Conformado por presión térmica de contacto de lámina atrapada
Es un proceso muy similar al conformado al directo con la excepción de que se puede usar tanto presión como vacío para adaptar el material a las paredes del molde.

### Conformado con colchón de aire
Similar al conformado en relieve pero con la creación previa de una burbuja por estirado del material.

### Conformado libre
Consiste en soplar una lámina de plástico caliente sobre la silueta de un molde hembra empleando presiones de hasta 2,7 MPa.

### Conformado mecánico
Es un proceso en el que no se utilizan presión de aire ni vacío para conformar la pieza. La técnica es similar al moldeo coincidente, aunque no se emplean moldes macho y hembra acoplados, si no fuerzas mecánicas de doblado, estirado o sujeción de la lámina caliente. Suelen emplearse plantillas de madera para obtener la forma deseada y hornos, calentadores de cinta y pistolas térmicas como fuentes de calor. Generalmente se calienta un material plano y se enrolla alrededor de cilindros, se dobla en ángulos o se conforman mecánicamente tubos, varillas y otros perfiles. Este proceso tiene una variante llamada conformado de anillo y núcleo, que consiste en una forma de molde macho y contramolde hembra con forma similar entre los que se introduce el plástico caliente, adaptándose a su forma al enfriar. Tampoco utiliza vacío ni presión de aire.

## Materiales a los que se puede aplicar
Los materiales utilizados son siempre termoplásticos con bajo calor específico, es decir, de rápido enfriamiento y calentamiento, y que además cuenten con buena transmisión de calor (alta conductividad térmica). Estas características son de gran importancia, ya que permiten una importante reducción del ciclo de producción de cada pieza al disminuir el tiempo de calentamiento y enfriamiento del material.
Los termoplásticos más usados son PS, PVC, ABS, PMMA, TPRF entre otros; sin embargo, hay algunas excepciones como son los acetales, las poliamidas y los fluorocarbonos, que no se utilizan. Normalmente, las láminas de termoconformado contienen solamente un plástico básico, aunque también se pueden utilizar combinaciones de varios materiales.

## Geometrías obtenibles en las piezas
Las piezas obtenibles pueden realizarse con unos espesores de entre 0,1 y 12 mm, lo que puede suponer un inconveniente a la hora de realizar ciertas piezas, aunque la variabilidad de las características del elaborado es grande.
Un inconveniente del proceso es que frecuentemente se obtienen piezas con rebabas, por lo que es necesario desbarbar las piezas y reprocesar los desperdicios.
Se debe tener el grosor de los bordes y en las aristas de la pieza, ya que esto constituye un inconveniente en los moldes relativamente profundos. Al avanzar el material de la lámina hacia el interior de la cavidad se va estirando y adelgaza, por lo que las zonas mínimamente estiradas quedan más gruesas que las estiradas.

## Equipos y utillaje
En general se puede afirmar que el costo del utillaje necesario para el termoconformado es bajo, debido a que las bajas presiones de trabajos permiten fabricar moldes muy económicos. Además, su puesta en servicio es rápida, al igual que el cambio de molde, lo que permite una gran flexibilidad del proceso, lo que hace que resulte muy económico para series pequeñas.
La mayor complejidad del molde se encuentra en los pequeños orificios de los que debe disponer para hacer vacío o presión y los sistemas de eliminación de calor, que solo son incorporados si procede. En el caso de los orificios, siempre son preferibles y más eficaces las ranuras que los agujeros para permitir que se elimine el aire del interior del molde, y se deben fabricar con un diámetro inferior a 0,65 mm para evitar defectos en la superficie de la pieza acabada. Normalmente se sitúan en las zonas bajas o que no están conectadas al molde. Muchos equipos incorporan una chimenea de equilibrio para asegurar un vacío constante que suele estar entre los 500 y 760 mm de mercurio. Los moldes suelen incluir siempre ángulos de salida para extraer fácilmente la pieza (entre 2 y 7º)

### Materiales para moldes
Los materiales más utilizados para los moldes son:
- Madera, para los que se suele utilizar maderas duras secadas en horno, a las que se les aplica barniz para tapar los poros. Suele tardar en enfriar las piezas por lo se utiliza para series cortas o prototipos. Los agujeros suelen realizarse con broca.
- Escayola, se suele emplear con un 5% de fibra de vidrio para evitar rotura por fragilidad o si se requiere gran duración, y se le aplica tapaporos para evitar desgaste. También se utiliza en pequeñas series o prototipos y los agujeros se realizan a partir de alambres lubricados.
- Poliéster reforzado con fibra de vidrio, son de mayor duración por lo que se aplican a series de hasta 500 piezas.
- Colada epoxi, son de mayor resistencia y soportan temperaturas grandes, por lo que se aplica a series de mayor producción, hasta 1000 piezas. Es necesario un modelo para fabricar el molde.
- Aluminio, fácil de mecanizar y con gran capacidad de evacuación del calor, por lo que son muy utilizados en grandes series.
- Acero, permiten fácil mecanizado y buenos acabados de superficie; sobre todo si se emplean aceros blandos.

### Instalaciones
Para el proceso de termoconformado existen varios tipos de instalaciones. Hay máquinas simples que realizan el calentamiento y moldeo en una sola estación, se emplean en series cortas y prototipos y suelen ser manuales.
Otro tipo de instalaciones son las industriales, que constan por lo general de distintas estaciones en cada una de las cuales se realiza una operación sobre el material, que va pasando de forma continua. Generalmente constan de: 
- Estación de suministro de lámina, que surte de material al resto de estaciones.
- Estación calefactora, que calienta el semielaborado hasta la temperatura adecuada.
- Estación de coformado, da forma a la lámina.
- Estación de troquelado, elimina el material sobrante y recoge el desperdicio.
- Estación de apilado, recoge las piezas conformadas.

## Aspectos económico‐productivos
El proceso es totalmente automatizable.

## Aplicaciones habituales
Hoy en día estamos rodeados de todo tipo de artículos tercomonformados, aunque podemos dividirlos en dos grandes grupos:
- La fabricación de piezas de gran superficie y estrechas paredes, como son bañeras, paneles interiores de electrodomésticos, paneles de puertas de coches o embarcaciones.
- Todo tipo de envases de industria alimentaria, como son vasitos de yogur, hueveras, envases con diferentes cavidades para repostería, tarrinas individuales de mantequilla o mermelada, etc. Este tipo de envases con huecos también se puede aplicar a piezas de recambio o artículos de ferretería, portaherramientas o cubiteras.

Por otro lado, hay otros productos que se fabrican por este método como son las señales, accesorios de lámparas, cajones, vajillas, juguetes, cabinas transparentes de aviones o limpiaparabrisas de barcos.

## Fabricantes de maquinarias
Existen diversos fabricantes de maquinaria para el termoconformado. Algunos de los principales fabricantes de maquinarias son:
- Brown Machine Group (Estados Unidos de América)
- Gabler Thermoform Gmbh & Co. kg (Alemania)
- Lyle Industries LLC (Estados Unidos de América)
- Termostampi (Italia)